# Armando Luis Navarro
Armando Luis Navarro (San Fernando del Valle de Catamarca, 23 de abril de 1901 - ibídem, 1978) fue un político argentino, que se desempeñó como Gobernador de Catamarca entre 1963 y 1966, electo por la Unión Cívica Radical del Pueblo.

## Biografía
Realizó sus estudios secundarios en Colegio Nacional Dr. Fidel Mardoqueo Castro, de Catamarca. Fue Senador Nacional por su provincia y Secretario General de la Gobernación. 
Contrajo matrimonio con Inés Emilia Guzmán, con quien tuvo cuatro hijos: Armando Augusto, Inés Graciela, Gustavo Eduardo y María Emilia.
Asumió el 12 de diciembre de 1963 como Gobernador de Catamarca, tras ser electo por la UCR-P. Durante su gestión se reformó la constitución provincial, que fue promulgada en enero de 1966. Se construyeron caminos entre la capital de Catamarca y El Rodeo, y con la ciudad de Córdoba. Entre otras obras hidráulicas, se reanuda la construcción del embalse Sumampa-Sauce Mayo y el dique de Collagasta. Con intenciones de formar una colonia, se sancionaron las leyes que permitían la expropiación de tierras en Quimilpa y los Altos.
Fue depuesto por la Revolución Argentina el 28 de junio de 1966.